# Бірштонаське самоврядування
Бірштонаське самоврядування (лит. Birštono savivaldybė) — адміністративна одиниця  Каунаського повіту  Литви. Утворене в 2000 році на території міста Бірштонас і частини  Пренайського району.
Складається із міста Бірштоніс та Бірштонського староства. 

## Населені пункти

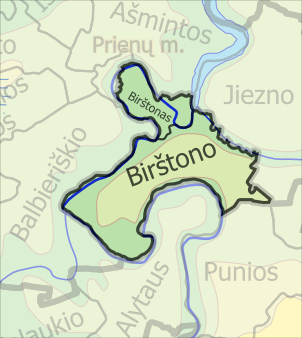
Адміністративний поділ Бірштонаського самоврядування

- 1 місто — Бірштонас — 3225 (2001);
- 49 сільських населених пунктів.